# 비전초등학교
비전초등학교는 대한민국 경기도 평택시에 있는 공립 초등학교이다.

## 연혁
- 1987.01.10 비전초등학교 설립
- 1988.03.01 초대 이홍구 교장 부임
- 1988.09.08 평택성동국민학교에서 분리 개교(12학급)
- 1989.03.10 병설유치원 개원
- 1990.11.13 경기도교육청지정 컴퓨터교육시범학교 운영보고회
- 1992.12.29 증축 교실 준공 (11개 교실)
- 1996.10.29 경기도교육청지정 방과후교육활동시범학교 운영보고회
- 1997.12.20 12개 교실 증축
- 1998.06.15 학교 급식 실시
- 1999.12.01 특별실 증축(2,3,4층)
- 2001.02.17 화장실 보수 공사
- 2001.11.20 운동장 급수대 보수 공사
- 2002.04.01 유치원 급식 실시
- 2002.04.15 5학년/6학년 에어컨 설치
- 2002.04.23 야외학습장(스탠드) 조성
- 2002.08.26 교수-학습, 생활 지원 센터로의 홈페이지 서비스 시작
- 2002.12.18 비전초등학교 축구부 창단
- 2003.03.01 동삭초등학교 분리 개교
- 2003.05.01 평택교육청 교수-학습도움센터 과학과 중심학교 지정
- 2003.08.13 과학실 현대화 사업
- 2003.09.01 3원화 방송실 개국
- 2003.11.25 비전 도서관 개관식
- 2003.12.31 운동장 배수로 공사
- 2004.09.01 경기도교육청지정 축구특성화 학교 운
- 2005.10.13 경기도지정 모델학교중심 장학 보고회
- 2006.09.01 제7대 이종철 교장 부임
- 2009.02.17 제19회 졸업식(136명)
- 2009.03.01 21학급 편성(특수학급 1학급 포함), 유치원 2학급
- 2009.09.01 제8대 선성규 교장 부임
- 2010.02.10 제20회 졸업식(133명)
- 2010.03.01 21학급 편성(특수학급 1학급 포함), 유치원 2학급, 종일반 1학급
- 2010.06.30 미술실 리모델링
- 2010.11.10 자란관(체육관)개관
- 2011.02.16 제21회 142명 졸업식(총 졸업생 3,980명)
- 2011.03.01 22학급 편성 (특수1포함), 유치원 2학급
- 2011.09.01 제9대 김계순 교장 부임
- 2012.02.15 제22회 132명 졸업식(총졸업생 4,112명)
- 2012.03.01 23학급 편성(특수 1포함) 유치원 2학급
- 2013.02.15 제23회 150명 졸업식(총졸업생 4,262명)
- 2013.03.01 21학급 편성(특수 1포함) 유치원 2학급
- 2015.02.13 제25회 88명 졸업식(총졸업생 4,350명)
- 2015.03.01 21학급 편성(특수 1포함) 유치원 2학급
- 2028.09.08 개교 40주년